# Ґуро (мова)
Ґуро також Квені (Gouro, Kweni, Baba, Dalo, Dipa, Golo, Ku, Kwéndré, Lo) — мов народу ґуро, що належить до мов манден, південної родини мови манде нігеро-конголезьких мов. 
Ґуро друга за кількістю мовців мова південної групи манде, близько 500 000 осіб розмовляють нею у Кот-д'Івуар. Переважно у центральних та південних областях: Верхня Сасандра, Марауе, Валле-дю-Бандама.

## Дослідження
Першим дослідником мови ґуро був католицький місіонер Жан-Поль Бенуа. Він видав книги про граматику (Grammaire gouro) та ґуро-французький словник (Dictionnaire gouro-français.), які досі не втратили наукової цінності. Професор Томас Берд майже одночасно з Бенуа також проводив дослідження мови ґуро. Після них, у 1976 році, Анрі Клод Ґреґуар видав працю про фонологічну систему мови ґуру. Пізніше Ж. Ле Саут презентував докладний аналіз фонології, в якому були усунені неточності в описі сегментної фонології та була проаналізована тональна система.